# VTEC
VTEC (VVT-i) là từ viết tắt của các từ tiếng Anh "Variable Valve Timing- intelligent" là công nghệ thay đổi khả năng của dung tích buồng đốt theo thời gian của động cơ đốt trong 4 thì được phát minh cải thiện việc tiết kiệm nhiên liệu đầu tiên của hãng xe Honda, Nhật Bản. Đây là hệ thống dùng 02 trục cam (camshaft) và chọn lựa điện dòng điện đốt nhiên liệu cho phù hợp theo thời gian. Những tên gọi khác của VTEC được dùng trong các nhà máy sản xuất xe hơi như MIVEC của hãng Mitsubishi, VVTL-i của hãng Toyota, VarioCam Plus của hãng Porsche, VVL của hãng Nissan, etc. Đây là phát minh của ông Ikuo Kajitani, chức vụ nghiên cứu sự hoàn thiện và phát triển máy móc xe hơi thuộc hãng Honda.